# Хера, Камал
Камалприт (Камал) Хера (англ. Kamalpreet (Kamal) Khera, в.-пандж. ਕਮਲ ਖਹਿਰਾ; род. 4 февраля 1989, Дели) — канадская медсестра, политический и государственный деятель. Член Либеральной партии Канады. Член Палаты общин Канады от округа Брамптон-Уэст с 2015 года. Министр разнообразия, инклюзивности и по делам лиц с ограниченными возможностями (2023—2025), министр здравоохранения (2025).

## Биография
Является женщиной панджабского происхождения. Иммигрировала в Канаду из индийского города Дели в детстве.
Окончила с отличием Йоркский университет, где получила степень бакалавра по сестринскому делу.
Работала в психиатрической лечебнице Centre of Addictions and Mental Health (CAMH), в приюте Peel Family Shelter в Пиле, в больнице William Osler Health Centre, медсестрой в онкологическом отделении Центра здоровья Святого Иосифа в Торонто.
Вела ток-шоу Youth Vision на местном телевидении, посвящённое проблемам молодых канадцев из Южной Азии.
По результатам парламентских выборов 2015 года избрана членом Палаты общин Канады в округе Брамптон-Уэст от Либеральной партии Канады.
В 2015—2017 годах — парламентский секретарь министра здравоохранения Канады. В 2017—2018 годах — парламентский секретарь министра национальных доходов Канады. В 2018—2021 годах — парламентский секретарь министра международного развития Канады. Ушла в отставку в январе 2021 года из-за скандала, связанного с её трансграничной поездкой на траурное мероприятие в связи со смертью отца и дяди в Сиэтл во время ограничений, связанных с пандемией COVID-19.
В марте 2020 года она первой из членов Палаты общин Канады получила положительный результат лабораторного исследования на наличие РНК SARS-CoV-2. Во время первой волны пандемии COVID-19 стала волонтёром в учреждении долгосрочного ухода в Брамптоне.
20 сентября 2021 года Хера была переизбрана членом парламента от округа Брэмптон-Уэст.
26 октября 2021 года стала министром по делам пожилых людей Канады, сменила Деб Шульте, которая не была переизбрана на парламентских выборах 2021 года. Она является одним из самых молодых членов кабинета и Тайного совета Канады.
26 июля 2023 года в ходе серии кадровых перемещений в правительстве Трюдо назначена министром разнообразия, инклюзивности и по делам лиц с ограниченными возможностями.
14 марта 2025 года при формировании правительства Карни получила портфель министра здравоохранения.
13 мая 2025 года Марк Карни произвёл по итогам парламентских выборов масштабные перестановки в Кабинете, в результате которых Камал Хера была исключена из правительства.